# Scream (3.ª temporada)
A terceira temporada da série de televisão Scream (também conhecida como Scream: Ressurrection) foi anunciada pela VH1 em 24 de junho de 2019 como um evento de três noites, sendo exibidos dois episódios por noite durante três dias seguidos, exibido entre 8 e 10 de julho de 2019.

## Elenco

### Regular
- RJ Cyler como Deion Elliot/Marcus Elliot
- Jessica Sula como Olivia "Liv" Reynolds
- Keke Palmer como Kym
- Giorgia Whigham como Beth
- Tyga como Jamal "Jay" Elliot
- C.J. Wallace como Amir Ayoub
- Giullian Yao Gioiello como Manny
- Tyler Posey como Shane

### Recorrente
- Roger L. Jackson como Ghostface (voz)
- Mary J. Blige como Sherry Elliot
- Kathleen Hogan como Mrs. Pell
- Tony Todd como Luther Thompson (Homem Gancho)
- Gideon Emery como Oficial Reynolds
- Patrick Johnson como Avery Collins
- Drew Starkey como Hawkins
- Diesel Madkins como Earl Elliot
- Terrence J como Treinador Griffens

### Convidado
- Paris Jackson como Becky
- Nash Grier como Tommy Jenkins "TJ"

## Episódios
| N° na série | N° na temporada | Título                                                    | Dirigido por                  | Escrito por                        | Exibição original   | Audiência (em milhões) |
| --- | --------------- | --------------------------------------------------------- | ----------------------------- | ---------------------------------- | ------------------- | ---------------------- |
| 25 | 1               | "The Deadfast Club" "(O Clube da Morte)"                  | Kevin Kölsch & Dennis Widmyer | Brett Matthews                     | 8 de julho de 2019  | ASD                    |
| Numa noite de Halloween de 2008, Deion Elliot de 8 anos testemunha seu irmão gêmeo ser atacado por um homem conhecido pela região como Homem Gancho, mas ele com medo foge ao invés de prestar ajuda. Oito anos depois, Deion agora no ensino médio é uma estrela do futebol americano e ao mesmo tempo que lida com um olheiro de uma universidade vindo o ver jogar em breve, ele é constantemente alvo de bilhetes provocadores, mas os ignora a principio, o que o leva a um conflito fisico com seu colega de time Avery Collins também para defender Olivia Reynolds, uma aluna exemplar e líder de torcida. Como consequencia, os dois juntamente com a ativista Kym, a gótica fã de terror Beth, o melhor amigo de Kym, Manny, e o musico Amir ficam em detenção juntos, sendo comparados ao Clube dos Cinco. Durante a estadia, Deion se ausenta para encontrar seu provocador mas acaba sendo deixado inconsciente por uma figura de capuz preto e mascara de fantasma, ao mesmo tempo em que o bully Tommy Jenkins é morto pela mesma figura. O grupo da detenção é convidado pelo ex-aluno e traficante Shane para uma festa naquela noite, e na mesma, Liv é observada e se assusta pela mesma figura que atacou Deion. Mais tarde, Deion recebe uma ligação ameaçadora do serial killer auto-intitulado "Ghostface", que ameaça fazer mal ao grupo da detenção, e Deion sem escolha vai com Amir para a festa de Shane apenas para descobrir que todos os presentes ali usam a mesma fantasia que o Ghostface. Por pressão de Ghostface, Deion reune Liv, Kym, Manny, Amir e Beth e compartilha a história de Marcus e de como ele teve medo de o ajudar. Mas logo após isto, Avery é atacado e morto pelo Ghostface ao ser empalado numa vara de madeira, e após o susto, Beth reune o Clube dos Cinco em seu estudio de tatuagem, aonde chegam à conclusão de que estão sendo perseguidos por um serial killer, e que de acordo com as regras dos filmes de terror, é pouco provável que o grupo chegue ao final vivo. |                 |                                                           |                               |                                    |                     |                        |
| 26 | 2               | "Devil's Night" "(Noite do Diabo)"                        | Tanya Hamilton                | Leigh Dana Jackson & Kristi Korzec | 8 de julho de 2019  | ASD                    |
| Mais tarde naquela noite, Kym volta para casa para assistir filmes e estudar a natureza de um serial killer, apenas para receber uma ligação ameaçadora de Ghostface e descobrir que ele matou seu vizinho, Latavious. A mesma chega a ser perseguida pela figura, mas é amparado por Manny e por Jamal, o meio-irmão de Deion. Na manhã seguinte, Kym se reune com Beth, Manny, Amir e Deion para discutir formas de sobreviver, enquanto Liv é proibida de sair de casa por seu pai, o oficial Reynolds. Durante uma palestra em memória de Avery, Kym divide com o grupo sua teoria de que Shane é o Ghostface, pelo fato da festa que ele sediou ter a mesma fantasia que o Ghostface usa, e Beth cria um plano para atrai-lo e fazê-lo confessar. Liv usa o computador do pai, e reunindo provas de legistas, se encontra com Deion para dividir sua teoria de que Marcus está vivo e é o Ghostface, mas Deion fica relutante em acreditar. Enquanto isso, Beth, Amir, Kym e Manny atraem Shane para o colégio, aonde deixam-o desacordado e o pressionam a confessar que é o Ghostface, mas ele conta que também está sendo ameaçado pelo assassino, que os tranca no colégio. O grupo acaba se separando durante a fuga pelo local, o que resulta em Kym sendo perseguida mas a mesma é parcialmente salva por Shane. Assim que chega ao colégio para ajuda-los, Deion fica cara a cara com Ghostface que faz o mesmo sinal com os dedos que Marcus fazia, e a partir daí, Deion acredita na teoria de Liv que Marcus está vivo. Mais tarde na mesma noite, Shane recebe uma ligação ameaçadora de Ghostface, apenas para ser atacado por ele logo depois e sofrer uma overdose letal. |                 |                                                           |                               |                                    |                     |                        |
| 27 | 3               | "The Man Behind the Mask" "(O Homem Por Trás da Máscara)" | Darren Grant                  | Benjamin Raab & Deric A. Hughes    | 9 de julho de 2019  | ASD                    |
| No dia do Halloween, que também marca o aniversário da morte de Marcus, Jamal tem conflitos com seu pai e com Deion, este recebe uma ligação de Ghostface que o conta do falecimento de Shane, e também, o serial killer o convence a ir sozinho para o local que Marcus morreu, para "saber a verdade". Deion pega emprestado o carro de Liv, que com a ajuda do restante do grupo, o rastreia na direção de um posto de gasolina fora da cidade. Enquanto estão ali, o grupo tem divergências do que fazer a seguir, e após um desentendimento com Beth, Amir decide ir com Deion e Liv ao local marcado por Ghostface, mas antes Liv fura os pneus do carro de Kym para manter ela, Manny e Beth longe de perigo. Porém, Kym pensa que um grupo de caminhoneiros rudes fizeram isto como vingança por ela te-los insultado mais cedo para defender Manny. No local marcado pelo Ghostface, Amir aguarda no carro enquanto Liv e Deion se encontram com Luther, o ex-guerrilheiro Homem-Gancho e dono de um ferro velho aonde Marcus foi atacado. Luther conta que naquela noite, ele somente feriu Marcus que assustado correu e se escondeu num local desconhecido, e somente alguns meses depois, ele o encontrou morto em um porta-malas de um carro abandonado ali, e o enterrou numa cova improvisada. No posto, Kym e Manny tem um grande atrito, que resulta em Kym tentando voltar sozinha de carro para a cidade, apenas para ser perseguida pelo mesmo grupo de caminhoneiros que a fazem perder o controle do automovel e ir parar dentro de um milharal. Enquanto isso, Deion e Luther são perseguidos pelo Ghostface que mata Luther. Liv fora de carro procurar Amir, que chega correndo ao milharal aonde Beth está. Manny, que foi na frente procurar Kym, é atacado pelo Ghostface, e se esconde dentro do carro de Kym aonde ela não está. Porém, ele fica preso ali dentro, e o Ghostface ateia fogo no automovel o explodindo com Manny dentro. O episódio termina com Amir e Beth assistindo Kym aos prantos pela morte de Manny, enquanto Deion e Kym escutam pelo telefone, horrorizados. Mais tarde, uma traumatizada Liv conta a Deion por telefone suas suspeitas de que o assassino seja alguém do grupo. |                 |                                                           |                               |                                    |                     |                        |
| 28 | 4               | "Ports in the Storm" "(Portos na Tempestade)"             | William Scharpf               | Penny Cox                          | 9 de julho de 2019  | ASD                    |
| Durante o funeral de Manny, Kym recebe flores juntamente com um bilhete escrito pelo Ghostface, dizendo para ela escolher quem do grupo deve morrer, e afirmando que "fofoqueiros morrem", logo após ela descobre que todo o grupo recebeu a mesma mensagem. Deion decide que ninguém do grupo deve responder à mensagem, assim ninguém será escolhido. À noite, Deion pede uma arma à Jamal, e vai à casa de Liv para discutirem seus próximos passos, apenas para ficarem juntos naquela noite. Amir vai à casa de Beth, aonde eles tem uma conversa a respeito de quem realmente querem ser, teorizam que Liv possa ser o Ghostface e logo depois, fazem amor. Liv faz uma simples homenagem à Manny no telhado da escola, aonde é encontrada por Hawkins, colega de time de Deion, que revela que Manny e ele eram amantes. Deion encontra um telefone privado na gaveta de Liv, e um recibo de flores que Kym recebeu mais cedo naquele dia, e quando a confronta a respeito disso, Liv descobre a arma na mochila dele, e com medo, chama o pai para prende-lo. Porém, Reynolds o leva ao meio da floresta, aonde revela a Deion que Liv tem andado instável mentalmente desde a separação dos pais, e que teme que ela tenha transtorno de personalidade. Durante a conversa, Reynolds é atacado e esfaqueado pelo Ghostface, e Deion assustado chama a policia, apenas para descobrir que ela já havia sido chamada antes, e ele foge com medo. Na casa de Beth, o grupo recebe uma mensagem anunciando que Deion foi o escolhido para morrer, e Beth descobre que Amir votou para isso acontecer de acordo com o que Deion havia previamente pedido. Porém, Beth se lembra de que a mensagem dizia que "fofoqueiros morrem", e que isso pode indicar que Amir corre perigo por ter escolhido Deion. Dito e feito, o Ghostface invade a casa de Beth, e ambos correm por ela juntos mas acabam se separando no decorrer. Amir consegue escapar dele no necroterio dos pais de Beth, porém é morto por ele no elevador. Enquanto a emergencia leva o corpo dele, a polícia prende Deion por suspeita dele ter atacado Reynolds. |                 |                                                           |                               |                                    |                     |                        |
| 29 | 5               | "Blindspots" "(Ponto Cego)"                               | Darren Grant                  | Sherman Payne                      | 10 de julho de 2019 | ASD                    |
| Liv acompanha seu pai até o hospital, o mesmo se mantém bem, mas instável. Deion é mantido até a manhã seguinte pela polícia que o libera por falta de provas, e o mesmo é amparado por Jamal. Durante a carona, Deion descobre que o DJ Mr. Fade (antigo auter-ego de Shane), fará uma festa naquela noite, e na suspeita de que seja o Ghostface, pede a Jamal que o deixe trabalhar nesta festa, e o mesmo relutantemente aceita. Apesar das diferenças, Kym e Beth se aliam para reunir provas de que Liv é o Ghostface, porém ambas tem conversas separadas e esclarecedoras com a garota, que revela ter o telefone privado para se comunicar com sua mãe, e que ela se sente culpada pelo divórcio dos pais. Deion encontra a mascara do Ghostface no porta-malas de Jamal, e ao confronta-lo, ele diz ser somente para uso na festa. Após Kym tentar sem sucesso tirar informações de Jamal durante a festa, ele conversa em particular com Deion e lhe conta que ele próprio é o Mr. Fade, e ao mesmo tempo que Deion lhe revela a existencia do serial killer, Jamal age de maneira estranha e insinua que é o Ghostface, dizendo que irá atrás de Reynolds naquela noite. Com medo, Deion corre até o hospital aonde Ghostface chegou primeiro, matou um policial e tenta desligar os aparelhos de Reynolds, porém Deion o salva, e compartilha com Kym sua descoberta a respeito de Jamal. Logo, Kym e Beth contam à policia a respeito de Jamal, que no local da festa agora vazio, é atacado e gravemente ferido pelo Ghostface, que o acusa de ter "tomado uma vantagem proibida". |                 |                                                           |                               |                                    |                     |                        |
| 30 | 6               | "Endgame" "(Fim de Jogo)"                                 | Kevin Kölsch & Dennis Widmyer | Brett Matthews                     | 10 de julho de 2019 | ASD                    |
| Na noite do grande jogo, Deion se convence de que não vale a pena jogar quando um assassino está a solta, mas com a polícia a procura de Jamal, Kym e Liv o convencem a buscar aquilo que sonha em fazer. Motivado, ele volta ao time bem a tempo. Enquanto isso, Ghostface mantém um ferido Jamal em um local desconhecido. Enquanto estão na fila para o jogo, Beth e Kym recebem um video de Ghostface mostrando Jamal ferido e que Deion deve ir sozinho à "casa de Earl", uma carreta de caminhão com esse nome. Kym cria uma distração e Beth invade o jogo para mostrar o video a Liv, que conta a Deion durante o intervalo do jogo. Deion chega à conclusão de que Ghostface o quer porque, na noite da morte de Marcus, eles dois trocaram suas fantasias e Deion, com a roupa de Marcus, foi quem morreu naquela noite. Sendo assim, Marcus sempre fora Deion desde então porque ninguém o reconheceu, nem mesmo Sherry, sua mãe. Logo após a revelação, Marcus rouba um onibus escolar e chega à carreta aonde Jamal está, e o tira dali. Porém ali fora, Jamal revela que ele é realmente Ghostface, tendo assumido o manto pois o pai deles escolheu a mãe de Deion e Marcus ao invés da mãe de Jamal, e que isto fizera Marcus ter a vida perfeita. Ele também revela que tem uma cumplice e que ela "acabará com tudo", porém ele morre devido aos ferimentos antes que revelasse quem é. No colégio, Liv e Beth o invadem, e Marcus chega logo depois no momento em que ambas estão se acusando de ser o Ghostface, porém antes que ele ligasse para a polícia, Beth atira em seu celular acertando seu quadril, se revelando como a cumplice de Jamal. Eles se conheceram no estudio de tatuagem dela, e logo após ele contar sua história, Beth percebera que queria ser a protagonista de sua própria história de terror. Com Marcus ferido, Liv corre pela escola a fim de se salvar e com Beth em seu encalce vestida como Ghostface, a persegue com uma arma, e logo depois com um machado. O confronto chega ao telhado da escola, aonde antes que Beth a matasse, Marcus a distrai e Liv a empurra do alto do telhado num teto de vidro na escola. Kym chega logo depois armada, e atira em Beth. Alguns meses depois, Kym e Hawkins foram juntos para a universidade, e Marcus, Liv e Sherry para outra, aonde aproveitam a vida sem medo de se preocuparem com o Ghostface. Marcus e Liv chegam a conclusão de que não devem contar a verdade a respeito da troca dos gemeos. Na mesma hora, Marcus recebe uma ligação anonima mas a ignora. |                 |                                                           |                               |                                    |                     |                        |